# Predești (okręg Vâlcea)
Predești – wieś w Rumunii, w okręgu Vâlcea, w gminie Nicolae Bălcescu. W 2011 roku liczyła 489 
mieszkańców.